# 張更化
張更化（1533年—？），字德孚，號玉岡，山西汾州人，軍籍，明朝政治人物。同進士出身。

## 生平
嘉靖四十三年（1564年）甲子科山西鄉試第五十五名舉人。嘉靖四十四年（1565年）中式乙丑科會試第三百九十名，三甲第二百四十四名進士。吏部观政，四十五年四月授南阳府推官，隆慶三年（1569年）闰六月考选广东道御史，四年二月差巡盐两浙，万历元年（1573年）二月巡按凤阳，因未完成公務被罰俸。萬曆三年五月南京畿道刷卷，五年正月升陕西副使，八年十月升本省右参政，十二月丁忧。十一年三月復除湖广右参政兼按察司佥事，十四年二月升山东按察使，本年六月丁忧。十七年五月復除山东，十九年十月升右布政，二十年七月升河南左布政，二十一年七月加太仆寺卿致仕。

## 家族
曾祖張騰；祖父張志臯；父張學，壽官封御史；母王氏，贈孺人；繼母田氏。弟张大化。